# Oratorio di San Michele Arcangelo (Quiliano)
L'oratorio di San Michele Arcangelo è luogo di culto cattolico situato nella frazione di Montagna nel comune di Quiliano, in provincia di Savona. La chiesa è ubicata dietro la chiesa parrocchiale omonima.

## Storia e descrizione

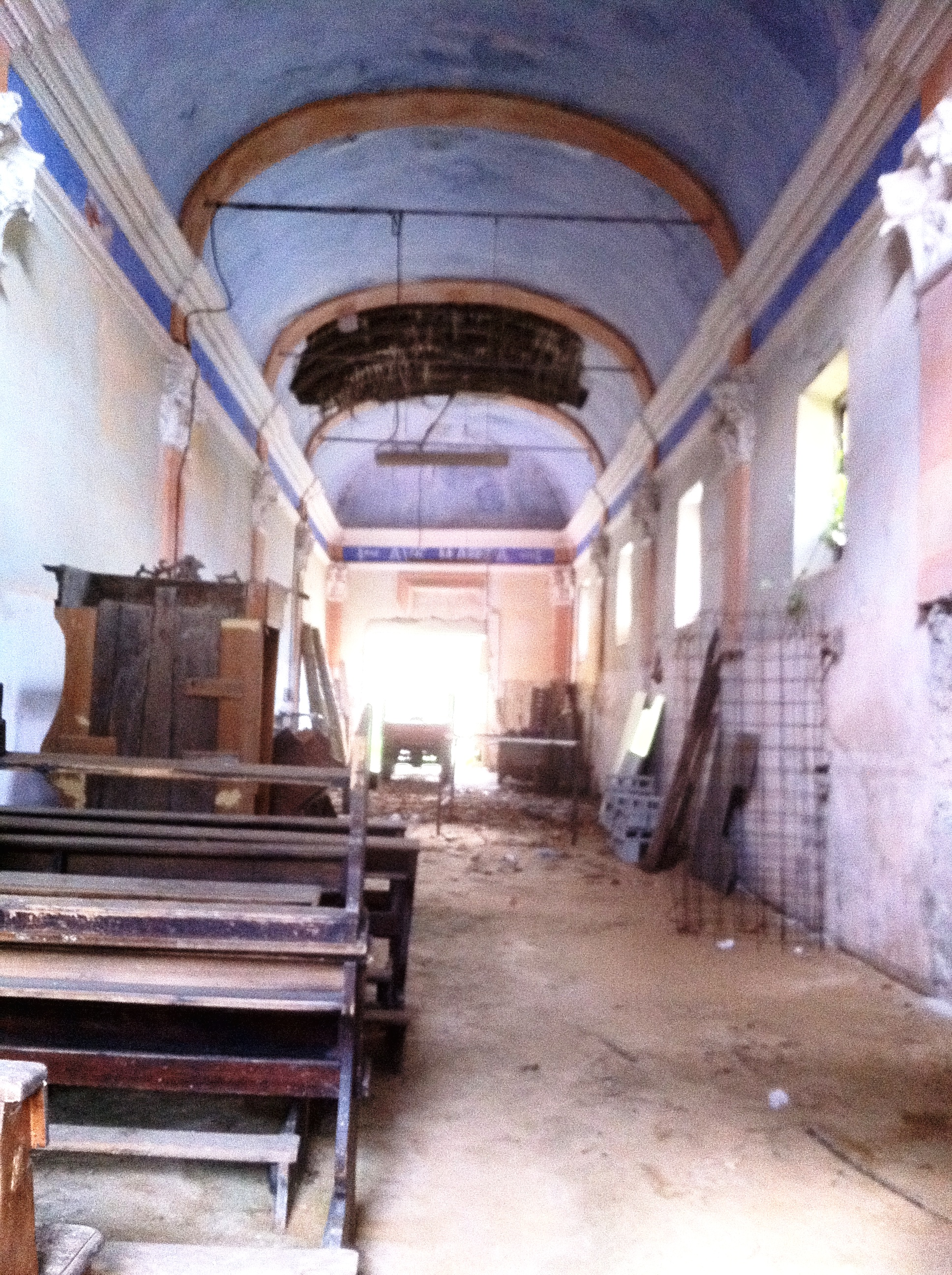
L'interno dell'oratorio

L'oratorio si sviluppa in un unico ambiente con aula lunga e presbiterio quadrato, il tutto chiuso da una volta a botte a sesto ribassato. Considerate le caratteristiche architettoniche si potrebbe far risalire la costruzione dell'edificio tra la fine del Quattrocento e i primi del Cinquecento con interventi di rilievo effettuati nella prima metà del Seicento. Attualmente (2012) l'edificio è in stato di abbandono.
Gli scranni lungo le pareti sono stati rimossi, come l'altare maggiore e la tela che si trovava sopra di esso, della quale sopravvive una porzione della cornice in stucco sulla parete di fondo. Parte della volta è crollata, facendo emergere la struttura sottostante in cannicci. Sono ancora ben visibili i colori delle pareti interne, una scritta "Ave Maria" lungo il cornicione del presbiterio e le paraste che scandiscono l'aula, sormontate da capitelli in foglie d'acanto.
L'oratorio era sede dell'omonima confraternita, ancora oggi esistente.